# Каза Бианка (Солун)
Каза Бианка или Вила Бианка (на гръцки: Κάζα Μπιάνκα, Βίλα Μπιάνκα) е историческа постройка в град Солун, Гърция, в която от 2013 година се помещава Солунската общинска художествена галерия.

## История
Дино Фернандес Диас е син на банкера Давид Фернандес и Естер, от рода Мизрахи. Той е партньор в пивоварната „Олимпос“, в която други партньори са членове на семействата Алатини и Мизрахи, която през 1920 г. се слива с пивоварната „Науса“, а след това е придобита от „Фикс“. Също така се занимама с износ, включително изнася пшеница от Балканите за Англия. Дино се жени за швейцарката Бланш дьо Майе. Луксозната вила, известна сега като Каза Бианка по името на Бланш, е неговият сватбен подарък за жена му.
Луксозната вила е построена през годините 1911 – 1913. Италианският архитект Пиеро Аригони завършва архитектурния проект през 1911 г., но по това време е принуден да поради Итало-турската война да напусне Солун. В отсъствието му строежът на вилата е продължен от групата на Дзордзи Сягас Дебрели, която, заедно с бащата Янис Сягас, завършва сградата през 1913 г. Аригони се връща в Солун, след като градът влиза в Гърция след Балканската война.
През 1941 Каза Бианка е реквизирана от германската окупационна администрация и на етажа се настанява италианският консул, а на партерния етаж живее Алине Фернандес със съпруга си Спирос Алиберти. По-късно имението попада в ръцете на германците. Когато започва преследването на солунските евреи, семейство Алиберти се укрива, а Дино Фернандес бяга в Италия, където в 1943 година е убит от SS.
За няколко години през 1960-те години на етажа на вилата е настанена детска градина и начално училище, докато двойката Алиберти продължава да обитава партерния етаж. През 1965 г. вилата е закупена от Николаос и Янис Тряху и от Сузана и Соломон Малах.
През 1976 г. сградата е обявена за защитено произведение на изкуството. На нея са нанесени големи щети – премахнати са дърворезбованите врати и други. Солунското земетресение от 1978 г. не нанася щети на сградата. През 1993 година е получено разрешение за реставрация на сградата и екип от архитекти и строителни инженери, ръководени от професор Николаос Муцопулос, за три години – 1994 – 1997, я възстановява.

## Архитектура
Сградата е разположена в южния квартал Пиргите (Депо), на кръстовището на булевард „Василиса Олга“ и „Темистоклис Софулис“. Сградата е типичен пример за доминиращата в Солун в началото на XX век еклектична архитектура.
Сградата се състои от сутерен, партер, етаж и мансарда. Когато във вилата живее семейството на Дино Фернандес, а по-късно семейство Алиберти в сутерена са стаите на прислугата и други сервизни помещения, на приземния етаж са две спални, кабинет, салон, трапезария, кухня, баня. На първия етаж има предимно спални и помещения, използвани от обслужващия персонал, а на мансардата има зетски стаи, библиотека и отново помещения за обслужващия персонал.
Главният вход на вилата, към който води бароково мраморно стълбище, е разположен на източната страна на сградата. На северната страна има втори вход. На изток и запад има веранди и балкони.